# Leroy S. Johnson

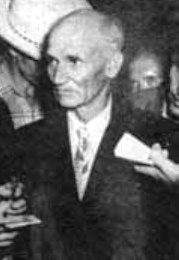
Leroy S Johnson, 1953

Leroy S Johnson, född 12 juli 1888, död 25 november 1986, var ledare för den Fundamentalistiska Jesu Kristi Kyrka av Sista Dagars Heliga, en utbrytargrupp frånmormonkyrkan som fortfarande tillämpar månggifte.
Han var medlem i Jesu Kristi Kyrka av Sista Dagars Heliga men kom 1928 i kontakt med fundamentalistiska mormoner och ifrågasatte kyrkans förbud mot månggifte. Kort därefter ingick han själv i månggifte och blev så småningom utesluten.
Vid sin död efterträddes han av Rulon Jeffs.